# Mandi (comida)

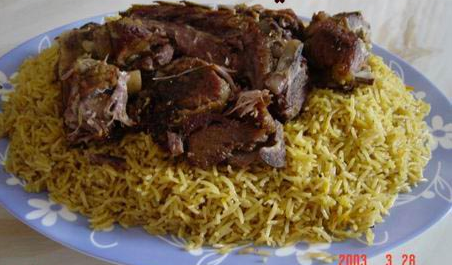
Mandi casero (Hadhramaut, Yemen).

El mandi (en árabe المندي) es el plato tradicional en Hadramaut Yemen propio de la provincia de* Hadhramaut. Actualmente es muy popular en el resto de Arabia, así como muchos otros países árabes, como Egipto y Siria.
El mandi suele hacerse con carne (cordero o pollo), arroz basmati y una mezcla de especias. La carne empleada suele ser de cordero joven y pequeño para lograr un mejor sabor. La principal diferencia del mandi es que la carne se cocina en el tandoor, que es un tipo especial de horno. El tandoor suele ser un hoyo cavado en el suelo y cubierto en su interior con arcilla. Para cocinar mandi se pone madera seca en el tandoor y se enciende para obtener mucho calor y carbón vegetal. Entonces la carne se cuelga dentro del tandoor sin tocar el carbón y se cierra el horno sin dejar escapar nada de humo. Pueden añadirse pasas y piñones al gusto al arroz.
El mandi se considera el principal plato servido en ocasiones especiales tales como bodas y banquetes.